# بازمانده برگزیده: ۶۰ روز
بازمانده برگزیده: ۶۰ روز (انگلیسی: Designated Survivor: 60 Days; کره‌ای: 60일, 지정생존자) مجموعهٔ تلویزیونی کره جنوبی بر پایه مجموعه تلویزیونی آمریکایی بازمانده برگزیده (۲۰۱۶–۲۰۱۸) است. در این مجموعه جی جین هی، هو جون هو، کانگ هان نا، لی جون هیوک و به جونگ اوک بازی می‌کنند. این سریال از ۱ ژوئیه تا ۲۰ اوت ۲۰۱۹، دوشنبه و سه‌شنبه‌ها ساعت ۲۱:۳۰ (کی‌اس‌تی) در تی‌وی‌ان و نتفلیکس برای ۱۶ قسمت پخش شد.

## خلاصه داستان
پارک مو جین (جی جین هی) وزیر محیط زیست کره جنوبی با جاه طلبی کمی به عنوان یک سیاستمدار است. بعد از یک حادثهٔ دیپلماتیک که شامل مذاکرات تجاری آزاد با ایالات متحده آمریکا و مخالفت پارک مو جین با ارقام ارائه شده توسط آژانس حفاظت از محیط زیست در مورد آلودگی ناشی از اتومبیل‌های وارداتی است، رئیس‌جمهور یانگ جین مان (کیم کپ سو)، او را از کار اخراج کرد. روز بعد، هنگامی که رئیس‌جمهور به مجلس ملی کره اعلام کرد که با کره شمالی صلح برقرار می‌کند، ساختمان مجلس ملی منفجر می‌شود و همهٔ خط جانشینی کره جنوبی را می‌کشد. پارک مو جین که استعفای او هنوز مؤثر واقع نشده بود، از این حادثه جان سالم به در برد. او به عنوان رئیس‌جمهور موقت برای ۶۰ روز، سوگند یاد کرد و شروع به کشف حقیقت پشت این بمب‌گذاری می‌کند.

## بازیگران

### اصلی
- جی جین هی در نقش پارک مو جین، رئیس‌جمهور موقت جمهوری کره، سابقاً وزیر محیط زیست و پرفسور شیمی در کی‌اِی‌آی‌اس‌تی. او همتای نمایشی تام کرکمان است.
- لی جون هیوک در نقش اوه یونگ سوک، فرمانده سابق نیروی دریایی جمهوری کره و عضو مستقل مجلس ملی. او همتای نمایشی پیتر مک‌لیش نماینده کنگره است.
- هو جون هو در نقش هان جو سونگ، دبیر ارشد ریاست جمهوری. او همتای نمایشی چارلز لنگدن است.
- کانگ هان نا در نقش هان نا کیونگ، تحلیل‌گر گروه ویژه تروریسم ان‌آی‌اس. او همتای نمایشی هانا ولز است.
- به جونگ اوک در نقش یون چان کیونگ، رهبر حزب جمهوری‌خواه سون‌جین. او همتای نمایشی کیمبل هوکستراتن است.

### مکمل

#### خانوادهٔ پارک
- کیم گیو ری در نقش چوی کانگ یون، بانوی اول جمهوری کره، همسر پارک مو جین و وکیل حقوق بشر. او همتای نمایشی الکس کرکمان است.
- نام وو هیون در نقش پارک شی وان، پسر نوجوانِ پارک مو جین. او همتای نمایشی لیو کرکمان است.
- اوک یه رین در نقش پارک شی جین، دختر پارک مو جین. او همتای نمایشی پنی کرکمان است.

#### کاخ آبی
- سون سوک-کو در نقش چا یونگ-جین، رئیس دفتر ریاست جمهوری. او همتای نمایشی آرون شور است.
- چوی یون-یونگ در نقش جونگ سو-جونگ، منشیِ پارک مو-جین. او همتای نمایشی امیلی رودس است.
- لی مو-سِنگ در نقش کیم نام-ووک، مدیر دفتر ریاست جمهوری و بعد از آن دبیر مطبوعاتی ریاست جمهوری، سابقاً پناهنده از کره‌شمالی. او همتای نمایشی سث رایت است.
- کونگ جونگ-هوان در نقش کانگ ده-هان، مأمور سرویس مخفی ریاست جمهوری. او همتای نمایشی مایک ریتر است.
- لی دو-یوب در نقش آن سه-یونگ، رئیس امور مدنی.
- بک هیون-جو در نقش مین هی-کیونگ، منشی ریاست جمهوری.
- پارک کیون-روک در نقش پارک سو-کیو، مدیر دفتر ریاست جمهوری.
- پارک چونگ-سئون در نقش کو یونگ-موک، مدیر دفتر امنیت ملی.
- سونگ یو-هیون در نقش کیم اون-جو، مدیر دفتر دوم فرعی.[۶]

#### سرویس اطلاعات ملی
- کیم جو-هون در نقش جونگ هان-مو، مدیر گروه ویژه تروریسم ان‌آی‌اس. او همتای نمایشی جیسون اتوود است.
- جون سونگ-وو در نقش سو جی-وون، متخصص سایبری گروه ویژه تروریسم ان‌آی‌اس. او همتای نمایشی چاک راسینک است.
- کیم جین-گون در نقش جی یون-به، معاون مدیر ان‌آی‌اس. او همتای نمایشی جان فورستل است
- لی ها-یول در نقش کیم جون-اوه، مأمور ان‌آی‌اس. او همتای نمایشی سناتور اسکات ویلر و گابریل تامپسون است.

#### ارتش جمهوری کره
- چوی جه-سونگ در نقش ژنرال لی-گوان-موک، رئیس ستاد مشترک ارتش و مدیر ارشد ستاد مشترک دفاع. او همتای نمایشی دریاسالار هریس کوچرن است.
- لی کی-یونگ در نقش ژنرال اون هی-جونگ، رئیس ستاد ارتش جمهوری کره.

#### کاندیدای ریاست جمهوری
- آن نه سانگ در نقش کانگ سانگ-گو، شهردار سه دورهٔ سابق سئول. اوه همتای نمایشی فرماندار جیمز رویس و رئیس‌جمهور کرنلیوس ماس است.

#### ایستگاه پخش تی‌بی‌ان
- چون جین-هو در نقش کیم دان، مدیر خبر.
- اوه هه-وون در نقش وو شین-یونگ، خبرنگار. او همتای نمایشی الیزابت وارگاس، لیسا جردن و آبه لیونارد است.

#### حضور ویژه
- کیم کپ سو در نقش یانگ جین-مان، رئیس‌جمهور ترورشدهٔ جمهوری کره (قسمت ۱). او همتای نمایشی رئیس‌جمهور رابرت ریچموند است.
- پارک هون در نقش سرگرد جانگ جون-ها (قسمت ۶). او همتای نمایشی کاپیتان مکس کلارکسون است.

## آمار بینندگان
| فصل | فصل | شمارهٔ قسمت | شمارهٔ قسمت | شمارهٔ قسمت | شمارهٔ قسمت | شمارهٔ قسمت | شمارهٔ قسمت | شمارهٔ قسمت | شمارهٔ قسمت | شمارهٔ قسمت | شمارهٔ قسمت | شمارهٔ قسمت | شمارهٔ قسمت | شمارهٔ قسمت | شمارهٔ قسمت | شمارهٔ قسمت | شمارهٔ قسمت | میانگین |
| فصل | فصل | ۱          | ۲          | ۳          | ۴          | ۵          | ۶          | ۷          | ۸          | ۹          | ۱۰         | ۱۱         | ۱۲         | ۱۳         | ۱۴         | ۱۵         | ۱۶         | میانگین |
| --- | --- | ---------- | ---------- | ---------- | ---------- | ---------- | ---------- | ---------- | ---------- | ---------- | ---------- | ---------- | ---------- | ---------- | ---------- | ---------- | ---------- | ------- |
|     | ۱   | ۸۲۵        | ۹۵۹        | ۱۰۶۵       | ۹۵۸        | ۱۰۱۲       | ۸۰۶        | ۹۰۷        | ۹۴۲        | ۹۱۷        | ۱۰۲۹       | ۱۱۱۰       | ۱۱۲۶       | ۱۰۹۰       | ۱۱۴۵       | ۱۲۱۷       | ۱۳۶۷       | ۱۰۳۰    |

| قسمت | تاریخ پخش اصلی | عنوان                                | میانگین سهم مخاطب (AGB Nielsen) | میانگین سهم مخاطب (AGB Nielsen) |
| قسمت | تاریخ پخش اصلی | عنوان                                | سراسر کشور                      | سئول                            |
| --- | -------------- | ------------------------------------ | ------------------------------- | ------------------------------- |
| ۱ | ۱ ژوئیه ۲۰۱۹   | روز ۶۰: رئیس‌جمهور موقت               | ۳٫۳۸۳٪                          | ۳٫۹۷۴٪                          |
| ۲ | ۲ ژوئیه ۲۰۱۹   | روز ۶۰: فرمانده کل قوا               | ۴٫۱۵۷٪                          | ۴٫۴۴۶٪                          |
| ۳ | ۸ ژوئیه ۲۰۱۹   | روز ۵۹: حفظ وضعیت موجود              | ۴٫۳۳۶٪                          | ۴٫۴۳۶٪                          |
| ۴ | ۹ ژوئیه ۲۰۱۹   | روز ۵۸: اعتراف                       | ۴٫۱۵۵٪                          | ۴٫۳۳۰٪                          |
| ۵ | ۱۵ ژوئیه ۲۰۱۹  | روز ۵۷: آدم خوب                      | ۴٫۲۷۷٪                          | ۴٫۸۳۲٪                          |
| ۶ | ۱۶ ژوئیه ۲۰۱۹  | روز ۵۲: فرمان                        | ۳٫۸۴۳٪                          | ۴٫۱۱۸٪                          |
| ۷ | ۲۲ ژوئیه ۲۰۱۹  | روز ۴۹: حکومت                        | ۴٫۰۵۷٪                          | ۴٫۳۲۶٪                          |
| ۸ | ۲۳ ژوئیه ۲۰۱۹  | روز ۴۲: تردید                        | ۴٫۱۷۲٪                          | ۴٫۴۳۳٪                          |
| ۹ | ۲۹ ژوئیه ۲۰۱۹  | روز ۴۱: رسوایی                       | ۴٫۰۳۱٪                          | ۴٫۳۸۷٪                          |
| ۱۰ | ۳۰ ژوئیه ۲۰۱۹  | روز ۴۰: همدست                        | ۴٫۴۲۱٪                          | ۴٫۵۷۶٪                          |
| ۱۱ | ۵ اوت ۲۰۱۹     | روز ۳۹: رئیس‌جمهور موقت، اوه یونگ-سوک | ۴٫۴۸۸٪                          | ۵٫۰۳۴٪                          |
| ۱۲ | ۶ اوت ۲۰۱۹     | روز ۳۷: پاسخ                         | ۴٫۷۷۱٪                          | ۵٫۲۰۵٪                          |
| ۱۳ | ۱۲ اوت ۲۰۱۹    | روز ۳۵: کاندیدای ریاست جمهوری        | ۴٫۷۷۸٪                          | ۴٫۸۷۵٪                          |
| ۱۴ | ۱۳ اوت ۲۰۱۹    | روز ۳۴: نتیجه                        | ۴٫۹۴۸٪                          | ۵٫۴۸۴٪                          |
| ۱۵ | ۱۹ اوت ۲۰۱۹    | روز ۳۲: تله                          | ۵٫۴۳۴٪                          | ۶٫۰۶۷٪                          |
| ۱۶ | ۲۰ اوت ۲۰۱۹    | روز ۳۱: انتخاب آخر                   | ۶٫۱۷۸٪                          | ۷٫۱۸۱٪                          |
| میانگین | میانگین        | میانگین                              | ۴٫۴۶۴٪                          | ۴٫۸۵۷٪                          |
| - در جدول بالا، اعداد آبی کمترین رتبه را دارند و اعداد قرمز بالاترین رتبه را نشان می‌دهند. - این درام از یک کانال کابلی/پولی تلویزیون پخش می‌شود که در مقایسه با تلویزیون آزاد/پخش کننده‌های عمومی (اس‌بی‌اس، کی‌بی‌اس، ام‌بی‌سی و ئی‌بی‌اس) به‌طور معمول مخاطبان نسبتاً کمتری دارد. |                |                                      |                                 |                                 |

## جوایز و نامزدی‌ها
| سال  | مراسم جوایز                | عنوان جایزه                    | گیرنده                   | نتیجه    | منبع          |
| ---- | -------------------------- | ------------------------------ | ------------------------ | -------- | ------------- |
| ۲۰۱۹ | دوازدهمین جوایز درامای کره | جایزه برتر، بازیگر مرد         | لی جون هیوک              | نامزدشده | [ ۹ ]         |
| ۲۰۱۹ | جوایز خلاق آکادمی آسیایی   | بهترین اقتباس از یک قالب موجود | بازمانده برگزیده: ۶۰ روز | برنده    | [ ۱۰ ] [ ۱۱ ] |